# Smoren (keramiek)
Smoren of reduceren is het beperken van zuurstof bij het bakken van klei. 
Een reducerende atmosfeer wordt gebruikt om specifieke effecten op keramische waren te produceren. Een reducerende atmosfeer wordt in een met brandstof gestookte oven geproduceerd door het verminderen van de luchttoevoer naar de oven ("smoren"). De hierdoor ontstane verminderde hoeveelheid zuurstof veroorzaakt een onvolledige verbranding van de aanwezige koolstof. Bij hoge temperaturen gaat de koolstof een binding aan met en verwijderd daardoor de zuurstof in de metaaloxiden die als kleurstoffen aan de glazuren zijn toegevoegd. Dit onttrekken van zuurstof leidt tot een verandering in de kleur van het glazuur, omdat de metalen in het glazuur in een ongeoxideerde vorm zichtbaar worden.
Een reducerende atmosfeer kan ook invloed hebben op de kleur van de klei. Als in de klei ijzer aanwezig is, zoals in het meeste steengoed, dan wordt deze ook beïnvloed door de reductie.
Roodbakkende klei heeft een hoog gehalte aan ijzeroxide. Wanneer het vuur tijdens het bakproces wordt gesmoord, dan zal er voor het verbranden van de brandstof zuurstof uit de ijzeroxide worden gehaald. Daardoor verandert de rode kleur van de gebakken klei in grijs-blauw. Het smoorproces wordt hoofdzakelijk bij de fabricage van dakpannen toegepast.